# Аффинити-группа

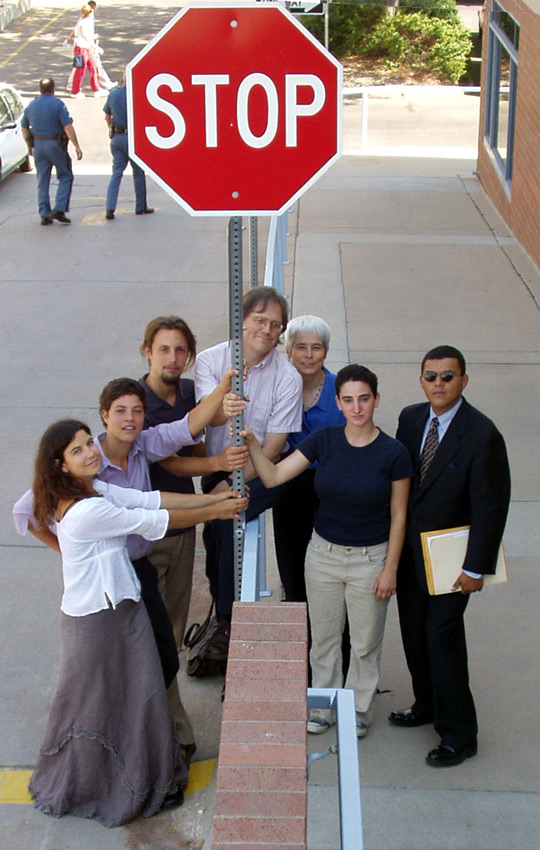

Аффинити-группа (с англ. — «группа близких») — это группа лиц, сформированная вокруг общего интереса или общей цели. Аффинити-группы, как правило, не могут находиться под эгидой какого-либо государственного учреждения, и их цели должны быть в первую очередь некоммерческими. Примерами таких групп являются клубы (в т. ч. фан-клубы, клубы по интересам и т.д.), студенческие объединения (в Северной Америке), писательские и читательские кружки и группы, занимающиеся гражданской активностью.

## Принцип организации
Некоторые аффинити-группы организованы неиерархическим образом, часто используют консенсусное принятие решений, и часто состоят из доверенных друзей. Они обеспечивают гибкий и децентрализованный метод организации. Другие аффинити-группы могут иметь иерархию для обеспечения управления долгосрочными интересами группы, или если группа достаточно велика, чтобы требовалось делегирование обязанностей другим членам или сотрудникам.
Аффинити-группы могут быть основаны на общей идеологии (например, анархизм, монархизм), общей озабоченности по конкретному вопросу (например, антиядерные, против абортов) или общей деятельности, роли, интересах или навыках (например, правовая помощь, медицинская помощь, программная инженерия). Аффинити-группы могут иметь либо открытое, либо закрытое членство, хотя последнее гораздо более распространено. Некоторые взимают членские взносы или ожидают, что все члены разделят между собой расходы группы.

## Политические аффинити-группы
Аффинити-группы, занимающиеся политической активностью, известны с XIX века — это был излюбленный способ организации испанских анархистов (es:grupos de afinidad), имевших свою базу в тертулиях или в местных группах.
Политически ориентированные аффинити-группы в США получили общественное внимание во время движения против войны во Вьетнаме в 1960—1970-х годах. Термин впервые был использован Беном Мореа и радикальной анархической группировкой Black Mask.
Позже антивоенные активисты в университетских кампусах США организовывались вокруг своих хобби или происхождения — религиозного, гендерного, этнического и т. д. Они стали распространены в 1970-х годах в рамках антиядерного движения в США и Европе. Блокада Рурской атомной электростанции в Германии в 1969 году, собравшая 30000 манифестантов, была организована по модели аффинити-групп. По сей день эта структура используется различными активистами: за права животных, охрану окружающей среды, антивоенная и антиглобалистская и т.д.